# Хиггс, Питер
Пи́тер Уэр Хиггс (англ. Peter Ware Higgs; 29 мая 1929[…], Ньюкасл-апон-Тайн, Нортамберленд — 8 апреля 2024, Эдинбург) — британский физик-теоретик, профессор Эдинбургского университета. Лауреат Нобелевской премии по физике (2013) за предсказание бозона Хиггса.

## Биография
Питер Хиггс родился 29 мая 1929 года в Ньюкасл-апон-Тайне. Его отец работал звукоинженером на BBC и переехал с семьёй в Бристоль, где Питер учился в Котэмской грамматической школе — здесь когда-то учился сам Поль Дирак. В 1947 году Хиггс поступил в Королевский колледж Лондона, где два года спустя получил степень бакалавра по теоретической физике, а в 1954 году защитил докторскую диссертацию по теме, связанной с рентгеноструктурным анализом молекулярных кристаллов. После нескольких лет на временных должностях в Эдинбургском университете, Университетском колледже Лондона и Имперском колледже Лондона учёный обосновался в Эдинбурге, получив в 1960 году должность лектора, а в 1980 году — профессора теоретической физики. В 1996 году Питер Хиггс вышел в отставку.
Хиггс прославился благодаря предложенному им в 1960-х годах механизму спонтанного нарушения электрослабой симметрии, объясняющему происхождение массы элементарных частиц и, в частности, масс векторных W- и Z-бозонов. Это открытие он сделал во время горной прогулки в районе Эдинбурга; вернувшись после неё в лабораторию, Хиггс заявил, что у него возникла «грандиозная идея». Механизм, носящий его фамилию, предсказывает существование новой частицы, хиггсовского бозона. Об открытии частицы было объявлено 4 июля 2012 года на пресс-конференции ЦЕРНа (сам Хиггс заявил по этому поводу, что не ожидал экспериментального подтверждения собственной теории при своей жизни). Открытие бозона Хиггса признано научным прорывом 2012 года. Ныне механизм Хиггса считается  одним из основных компонентов Стандартной модели.
Помимо известных работ по теории элементарных частиц, Хиггс написал несколько ранних статей по молекулярной физике, а в конце 1950-х годов — несколько работ по общей теории относительности. В 1963 году он женился на американском лингвисте Джоди Уильямсон, которая родила ему сына Кристофера, однако через несколько лет семья распалась. Примерно с этого времени он потерял интерес к исследованиям по физике частиц и практически не публиковался, занимаясь в университете в основном преподаванием и профсоюзной деятельностью. Кроме того, в разное время Хиггс участвовал в работе Кампании за ядерное разоружение и Greenpeace. Известно, что он был большим любителем музыки и сторонился современных технологий, в том числе не пользовался интернетом.
Умер 8 апреля 2024 года после непродолжительной болезни у себя дома в Эдинбурге в возрасте 94 лет.

## Признание
За достижения в области теоретической физики Питер Хиггс награждён большим числом премий и медалей. В частности, он является лауреатом медали Дирака, присуждаемой Институтом физики (Лондон), а также премии 1997 года в области физики частиц и физики высоких энергий, присуждаемой Европейским физическим обществом. В 2013 году Питер Хиггс и бельгийский физик Франсуа Энглер получили Нобелевскую премию в области физики за теоретическое обоснование существования бозона Хиггса. «Премия этого года посвящена чему-то очень маленькому, которое объясняет всё остальное в нашем мире», — заявил постоянный секретарь Королевской шведской академии наук Штаффан Нормарк.
Член Королевского общества Эдинбурга (1974), член Лондонского королевского общества (1983).
Список наград
- 1981 — Медаль Хьюза, «For their international contributions about the spontaneous breaking of fundamental symmetries in elementary-particle theory»;
- 1984 — Медаль и премия Резерфорда британского Института физики;
- 1997 — Медаль Дирака;
- 1997 — Премия в области физики частиц и физики высоких энергий, «For formulating for the first time a self-consistent theory of charged massive vector bosons which became the foundation of the electroweak theory of elementary particles.»
- 2004 — Премия Вольфа по физике, «За пионерскую работу, которая привела к пониманию механизма генерации массы всякий раз, когда локальная калибровочная симметрия реализуется асимметрично в мире субатомных частиц.»
- 2009 — Медаль Оскара Клейна;
- 2010 — Премия Сакураи, «За работу в области пертурбативной квантовой хромодинамики, включая приложения к проблемам, имеющим центральное значение для интерпретации столкновений частиц высоких энергий.»
- 2013 — Премия принца Астурийского;
- 2013 — Нобелевская премия по физике, «За теоретическое обнаружение механизма, который помогает нам понять происхождение массы субатомных частиц, подтверждённого в последнее время обнаружением предсказанной элементарной частицы в экспериментах ATLAS и CMS на Большом адронном коллайдере в ЦЕРН.»
- 2013 — Edinburgh Medal[англ.];
- 2015 — Медаль Копли, «For his fundamental and revolutionary contributions to the development of electron microscopy of biological materials, enabling their atomic structures to be deduced».

## Основные публикации
- Higgs P.W. Integration of secondary constraints in quantized general relativity // Physical Review Letters. — 1958. — Vol. 1. — P. 373-374. — doi:10.1103/PhysRevLett.1.373.
- Higgs P.W. Quadratic lagrangians and general relativity // Il Nuovo Cimento. — 1959. — Vol. 11. — P. 816-820. — doi:10.1007/BF02732547.
- Higgs P.W. Broken symmetries, massless particles and gauge fields // Physics Letters. — 1964. — Vol. 12. — P. 132-133. — doi:10.1016/0031-9163(64)91136-9.
- Higgs P.W. Broken Symmetries and the Masses of Gauge Bosons // Physical Review Letters. — 1964. — Vol. 13. — P. 508-509. — doi:10.1103/PhysRevLett.13.508.
- Higgs P.W. Spontaneous symmetry breakdown without massless bosons // Physical Review. — 1966. — Vol. 145. — P. 1156-1163. — doi:10.1103/PhysRev.145.1156.
- Higgs P.W. Dynamical symmetries in a spherical geometry. I // Journal of Physics A: General Physics. — 1979. — Vol. 12. — P. 309-323. — doi:10.1088/0305-4470/12/3/006.
- Higgs P.W. Nobel Lecture: Evading the Goldstone theorem // Review of Modern Physics. — 2014. — Vol. 86. — P. 851-853. — doi:10.1103/RevModPhys.86.851.